# VR战士2
《VR战士2》是一款由世嘉公司制作和发行的格斗类游戏。游戏首先于1994年11月在街机发行，后于1995年12月1日在日本地区世嘉土星发行。
《VR战士2》由于其突破性的图像而所知。游戏运行使用世嘉Model 2基板，可以达到60帧每秒。
世嘉报道本游戏在日本地区预购时的数量已经达到150万份。这个和当时日本地区世嘉土星的数量几乎齐平。